# Tanjung Baru Ranau
Tanjung Baru Ranau is een bestuurslaag in het regentschap Ogan Komering Ulu Selatan van de provincie Zuid-Sumatra, Indonesië. Tanjung Baru Ranau telt 251 inwoners (volkstelling 2010).